# الغش في ألعاب الفيديو

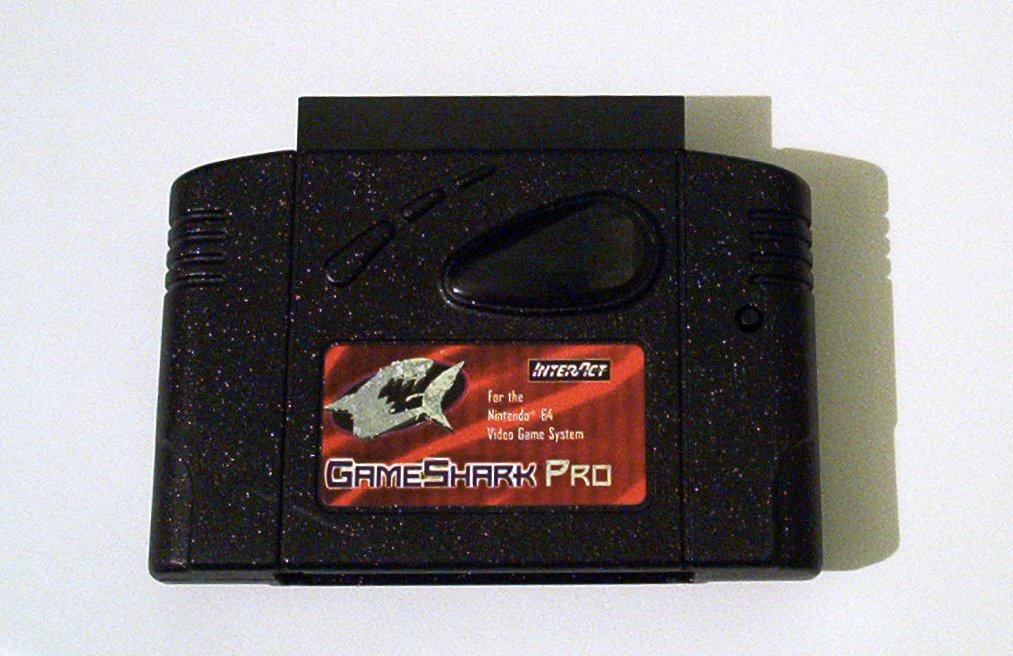
N64- ألعاب شارك

الغش في ألعاب الفيديو هو استخدام طرقًا مختلفة لإضافة ميزة تتجاوز أسلوب اللعب الطبيعي، من أجل جعل اللعبة أسهل. قد يتم تنشيط الغش من داخل اللعبة نفسها عبر رمز غش يطوره مطورو اللعبة أنفسهم، أو يتم إنشاؤه بواسطة برنامج تابع لجهة خارجية (مدرب ألعاب أو مصحح أخطاء) أو عبر خرطوشة غش. يمكن أيضًا استخدام الغش من خلال استغلال أخطاء البرامج. ويمكن ان يقوم اللاعبون باستخدام برامج للغش أو حتى التعديل في ملفات اللعبة.